# 1·21 사태
1·21 사태(-事態)는 김일성의 명령으로 1968년 1월 21일에 북한 124부대 소속 무장군인 31명이 청와대를 기습하여 대통령 박정희를 암살하려다 미수에 그친 사건이다. 당시 유일하게 생포되었던 김신조의 이름을 따서 김신조 사건이라고도 한다.
1월 17일 밤 휴전선을 넘은 무장공비들은 21일 밤 9시 30분경에 서울 청운동 세검정 부근, 청와대 앞 500미터까지 진출하였다. 창의문 근처에서 있었던 경찰의 불시검문에 불응하면서 총격전이 벌어졌고 무장공비들이 도주하기 시작했다. 이들을 잡기 위해 비상경계태세가 내려진 가운데 군경합동 소탕작전을 벌인 결과, 31명 중 29명이 사살되었고 1명은 북으로 도주하였으며 1명이 생포되었다. 그 와중에 민간인을 포함해 30명이 사망하고 52명이 부상을 입었다.
이 사건의 결과로 향토예비군, 육군3사관학교, 전투경찰대, 684부대가 창설되었다. 고등학교와 대학교에서는 교련 교육이 실시되었으며 대통령 경호를 강화하는 차원에서 인왕산과 북악산, 청와대 앞길까지 일반인의 통행이 금지되었다.
북한은 사건 관련성을 전면 부인하였으나 생포된 김신조는 방송 인터뷰에서 "박정희의 모가지를 따러 왔다"고 말해 국민들을 놀라게 했다. 또한 중앙정보부는 복수를 위해 특수부대인 684부대를 창설하였으나 계획이 취소되며 무관심속에 부대원들을 방치하였는데, 그 결과 71년에 '실미도 사건'이 벌어지고 말았다.

## 배경
1964년 8월 7일 통킹 만 사건을 일으킨후 이를 구실로 베트남 전쟁에 본격적으로 뛰어든 미국은 한국에 참전을 요청하였다. 참전요청을 받은 한국은 1965년 7월에 전투부대 파병을 시작으로 파병인원을 평균 5만 명 수준으로 유지했으며 누적파병 총인원은 약 32만 명을 기록했다. 파병에 따른 미국의 경제지원과 더불어 베트남 특수를 누렸으나 국군전력이 약화되었다. 이를 좋은 기회라고 판단한 북한은 국내외 여러 정세가 자신들에게 유리하게 흐르자 대남공작을 적극적으로 펼쳤다. 비무장지대에서 도발을 일삼았고 어선들을 납치하는 일도 빈번했다. 1967년 1월에는 동해에서 어로보호작전 중이던 650톤급 해군 경비함이 북한의 해안포 공격으로 격침되는 사건도 발생했다.(대한민국 해군 56함 침몰 사건)

## 무장공비 출몰

### 북한 124부대
124부대는 북한 민족보위성 정찰국 소속의 게릴라전 특수부대인데, 대남 적화공작에서 적극적으로 유격전 활동을 전개하기 위해서 1967년 4월에 창설되었다. 일반 군부대에서 선발된 척후병·통신병·운전병등과 제283군부대 및 집단군 도보정찰소에서 엄선된 정예병 2,400명으로 구성되었다. 이들은 연산과 상원 일대의 8개 기지에 300명씩 분산되어 적배치상황이론, 지뢰 극복을 위한 정찰병 기본 동작, 지형학, 사격, 침투훈련 등을 받았다.
1968년 1월 2일 민족보위성으로부터 청와대·미대사관·육군본부·서울교도소·서빙고 간첩수용소 등을 일제히 습격하기 위한 작전을 준비하라는 지시가 내려졌다. 이에 따라 25명의 유격대원을 엄선하여 그 해 1월 5일부터 황해도 사리원으로 이동하여 습격훈련을 실시하였다. 1월 13일 기습목표가 최종적으로 청와대로 결정되었고 정찰국장 김정태가 청와대 습격과 요인 암살 지령을 내렸다. 남파 특공대 규모는 31명이었으며 전원 함경도 출신의 장교들로 구성되었다.

### 무장 침투
남파 특공대는 국군의 복장으로 위장한 후 수류탄과 기관단총으로 무장하고, 1월 17일 새벽에 개성을 출발해 1월 18일 새벽에 휴전선 군사분계선을 넘었다. 미2사단과 25사단의 전투지경선상의 철도망을 절단한후 침투하였고 얼어있는 임진강을 걸어서 건넜다. 문산 부근의 파평산 앵무봉을 거쳐 구파발의 진관사, 삼각산의 승가사를 지난 이들은 21일 밤 9시 30분경에 청와대 인근까지 잠입하는데 성공했다. 청운동의 세검정 고개의 창의문을 통과하려다 비상근무 중이던 경찰의 불심검문으로 정체가 드러나자, 수류탄 및 기관단총을 쏘면서 저항한 후 도주하였다.

### 소탕작전
한국 정부는 비상경계태세를 확립하고 군경을 출동시켜 소탕 작전을 벌였으며, 도주한 무장공비들을 일망타진하기 위해서 1월 31일까지 경기도 일원에 걸쳐 군경합동수색전을 전개하였다. 그 결과 침투한 무장공비 31명 가운데 29명이 사살되고 1명은 투항하였으며, 한 명은 도주하여 북한으로 돌아갔다. 그 와중에 민간인을 포함해 30명이 사망하고 52명이 부상을 입었다. 투항한 김신조에 대한 수사를 통해 이들 무장공비가 북한에서 남파되었다는 사실과 침투목적등이 자세히 밝혀졌다.

## 결과

### 북한
당시 북한은 자신들의 소행이 아니라고 발표한 뒤 시신인수를 거부했다. 1월 24일 판문점에서 열린 제261차 군사정전회의 본회담에서 북한측은 한국이 휴전 당사자가 아니므로 1·21사태는 본회담의 대상이 되지 않는다는 등의 억지를 부렸다. 그러나 작전 실패의 책임을 물어 중앙당 연락국장 이효순, 민족보위상 김창봉, 총참모장 최광, 대남공작총책 허봉학 등을 숙청했다. 이후 대남공작은 비서국의 담당비서제로 맡겨졌다. 청와대 기습작전이 실패했으나 대남공작을 단념하지는 않았다. 1월 23일에는 미군의 정보함 푸에블로 호를 원산 앞바다에서 납치했고, 그해 10월 30일부터 11월 2일에 걸쳐 걸쳐 울진,삼척 지역에 120명의 무장공비를 침투시켰다.

### 남한
박정희 대통령은 남-북 간의 군사적 긴장관계를 이유로 ‘국가안보 우선주의’를 선언하였다. 이에 따라 예비군과 육군3사관학교가 창설되고, 고등학교와 대학교에서 교련 교육이 실시되는 계기가 되었다. 대통령 경호를 강화하는 차원에서 인왕산과 북악산, 청와대 앞길까지 일반인의 통행이 금지되었으며 전투경찰대가 창설되었다.
또한 중앙정보부는 특수부대인 684 부대를 비밀리에 조직하여 보복성 공격을 계획하였으나, 미국과 소련 사이에 데탕트가 조성되면서 불발에 그쳤다. 푸에블로호 사건과 달리 미국의 반응이 적극적이지 않았고 한국군 단독으로 작전통제 필요성이 부각되자, 박정희는 미국에 작전권 환수를 처음으로 요구했다.
이 사건의 여파로 서울특별시청에서는 1971년 경상북도 청도군 화양읍 범곡리 청도군청 근처에 문서보존소를 신설했으며, 2019년 은평구 녹번동 서울혁신파크에 개원한 서울기록원으로 문서를 모두 이전할 때까지 문서보존소를 운영했다.

## 기타
김일성은 1972년 5월4일, 이후락 당시 중정부장과 가진 비밀회담에서 1·21 사태는 자신이나 당의 의사가 아니었고 내부의 좌경 맹동분자들이 한 짓이라 하며 시인한후 사과 하였다. 유일하게 도주하여 북으로 돌아간 이는 조선인민군 대장인 박재경으로, 총정치국 부총국장을 역임하고 2000년, 2000년에 청와대에 와서 김대중에게 송이버섯을 선물하기도 했다.
2013년 10월 24일 평화문제연구소 창립 30주년 기념식에서 청샤오허(成曉河) 중국 인민대학 교수는 김일성이 1965년에 제2차 한국 전쟁을 계획했지만 중국이 거부했다는 중국 외교부 기밀해제 문서(No.106-01480-07)를 공개했다.

## 같이 보기
- 푸에블로호 납치 사건
- 실미도 사건
- 684 부대
- EC-121 격추 사건
- 대한민국 해군 56함 침몰 사건
- 울진·삼척 무장 공비 침투 사건
- 대한민국 예비군
- 육군3사관학교
- 교련
- 조선인민군